# Türk Telekomspor
Türk Telekomspor ist ein türkischer Sportverein aus Ankara. Sportliche Erfolge erzielte der Verein im Fußball, Basketball und Volleyball. Erstgenannte Abteilung wurde im Sommer 2011 und letztgenannte Abteilung im Sommer 2009 aufgelöst.

## Geschichte
Der Klub wurde im Jahr 1954 unter dem Namen PTT Spor Kulübü (kurz PTT SK oder nur PTT) gegründet, die Vereinsfarben waren zu diesem Zeitpunkt Schwarz-Gelb. Im Jahr 1998 wurde der Vereinsname zu Türk Telekomspor umgeändert. Die Vereinsfarben sind seitdem Blau-Weiß-Türkis.

## Basketball
Die Basketballabteilung der Herren ist seit 1991 in der Türkiye Basketbol Ligi vertreten. 1996/97 nahm sie am Pokalsiegerpokal teil, 2004 war sie erstmals im ULEB Cup vertreten. Größter Vereinserfolg war 2008 der Gewinn des türkischen Basketballpokals.

## Fußball

### Geschichte
In der Saison 1959/60 nahm die Fußball-Mannschaft zum ersten Mal in der Vereinsgeschichte an der Süper Lig teil. Die Mannschaft hielt sich elf Jahre in der höchsten Spielklasse im türkischen Fußball. Man spielte 1971/72 eine Saison in der 2. Liga und kehrte wieder in die Süper Lig zurück. In der Saison 1972/73 ging es zurück in die 2. Liga. Danach ging es weiter runter für PTT. In der Saison 1974/75 spielte man in der Amateur-Liga.
1983 kehrte PTT zurück in die 2. Liga. In der Saison 2008/09 spielte die Mannschaft in der 3. Liga.

### Ligazugehörigkeit
- 1. Liga: 1960–1971, 1972–1973
- 2. Liga: 1971–1972, 1973–1974, 1983–1994, 1995–1998, 2000–2001, 2003–2007
- 3. Liga: 1974–1975, 1994–1995, 1998–2000, 2001–2003, 2007–2011
- Regionale Amateurliga: 1975–1983

Türk Telekomspor spielte zwölf Jahre in der ersten türkischen Liga, in der Ewigen Tabelle der Süper Lig belegt der Verein den 32. Rang.

### Rekordspieler
| Rang                | Name              | Einsätze | Zeitraum  |
| ------------------- | ----------------- | -------- | --------- |
| 01.                 | Feridun Köse      | 198      | 1964–1973 |
| 02.                 | Yusuf Katırcıoğlu | 188      | 1960–1971 |
| 03.                 | Yetik Ferizcan    | 159      | 1963–1970 |
| 04.                 | Zeki Kocaeli      | 158      | 1965–1973 |
| 05.                 | Enver Ürekli      | 150      | 1967–1973 |
| 06.                 | Cavit Gökalp      | 147      | 1963–1973 |
| 07.                 | Aydın Güleş       | 141      | 1965–1970 |
| 08.                 | Yılmaz Yücetürk   | 133      | 1960–1967 |
| 09.                 | Altan Sayın       | 127      | 1963–1968 |
| 10.                 | Ertan Adatepe     | 120      | 1966–1971 |
| Stand: 9. März 2016 |                   |          |           |

| Rang                | Name              | Tor | Einsätze | Tor/Spiel |
| ------------------- | ----------------- | --- | -------- | --------- |
| 01.                 | Ertan Adatepe     | 48  | 120      | 0,4       |
| 02.                 | Abdullah Ünal     | 43  | 104      | 0,41      |
| 03.                 | Feridun Köse      | 39  | 198      | 0,2       |
| 04.                 | Köksal Mesçi      | 15  | 108      | 0,14      |
| 05.                 | Yüksel Aşkun      | 12  | 114      | 0,11      |
| 05.                 | Altan Sayın       | 12  | 127      | 0,09      |
| 07.                 | Yaşar Mumcuoğlu   | 10  | 48       | 0,21      |
| 08.                 | Tahsin Ünal       | 9   | 77       | 0,12      |
| 08.                 | Metin Kurt        | 9   | 92       | 0,1       |
| 08.                 | Yılmaz Yücetürk   | 9   | 133      | 0,07      |
| 08.                 | Zeki Kocaeli      | 9   | 158      | 0,06      |
| 08.                 | Yusuf Katırcıoğlu | 9   | 188      | 0,05      |
| Stand: 9. März 2016 |                   |     |          |           |

### Bekannte ehemalige Spieler
| - Ertan Adatepe - Mustafa Aslan - Yüksel Aşkun - Koray Avcı - Ali Beykoz - Şükrü Birand - Mustafa Ertan - Yetik Ferizcan - Nihat Fırat - Cavit Gökalp - Aydın Güleş - Tamer Güney - Emre Güngör - Muzaffer Gürses | - Galip Güzel - Tolunay Kafkas - Zeki Kocaeli - Yusuf Katırcıoğlu - Feridun Köse - İbrahim Köseoğlu - Alp Küçükvardar - Metin Kurt 1 - Köksal Mesçi - Yaşar Mumcuoğlu 1 - Yücel Öngelen - Necdet Özer - Cevdet Özköksal - Altan Sayın | - Zekai Selli - Ziya Şengül - Esenali Sezen - İlhan Söyler - İsmail Temeller - Tuncay Temeller - Metin Türel - Ümit Tütünci - Abdullah Ünal - Tahsin Ünal - Enver Ürekli - Mehmet Yıldız - Yılmaz Yücetürk |

### Ehemalige Trainer (Auswahl)
- İbrahim Tusder (September 1965 – Januar 1966)
- Aldoğan Argon (Juni 1992 – September 1992)
- Sedat Karabük 2 (Oktober 1993 – November 1993)
- Celal Kıbrızlı (November 1993 – Mai 1995)
- Arif Peçenek (März 2000 – September 2000)
- Hayrettin Gümüşdağ (August 2003 – Februar 2004)
- Sadi Tekelioğlu (März 2007 – Juli 2007)
- Erkan Sözeri (August 2008 – November 2008)
- İsmet Taşdemir (März 2011 – Februar 2012)

## Volleyball
2007/08 und 2008/09 nahm die Volleyball-Abteilung der Frauen an der Champions League teil. 2009 wurde die Abteilung jedoch aufgelöst.